# Wibaduskerk
De Wibaduskerk (Wibadi-Kirche) is de kerk van de lutherse gemeente in Wiegboldsbur, een Ortsteil van de Oost-Friese gemeente Südbrookmerland (Nedersaksen). Men tast in het duister wanneer de naam aan de kerk werd gegeven en wie Wibadus was. Een heilige met de naam Wibadus is onbekend en men denkt daarom dat het de naam betreft van een belangrijk persoon, die de kerk heeft gesticht. In de loop der eeuwen werd de kerk veelvuldig verbouwd, zodat tegenwoordig slechts de beide lengtemuren, echter met gewijzigde ramen, tot de oorspronkelijke bouw van de kerk behoren.

## Geschiedenis

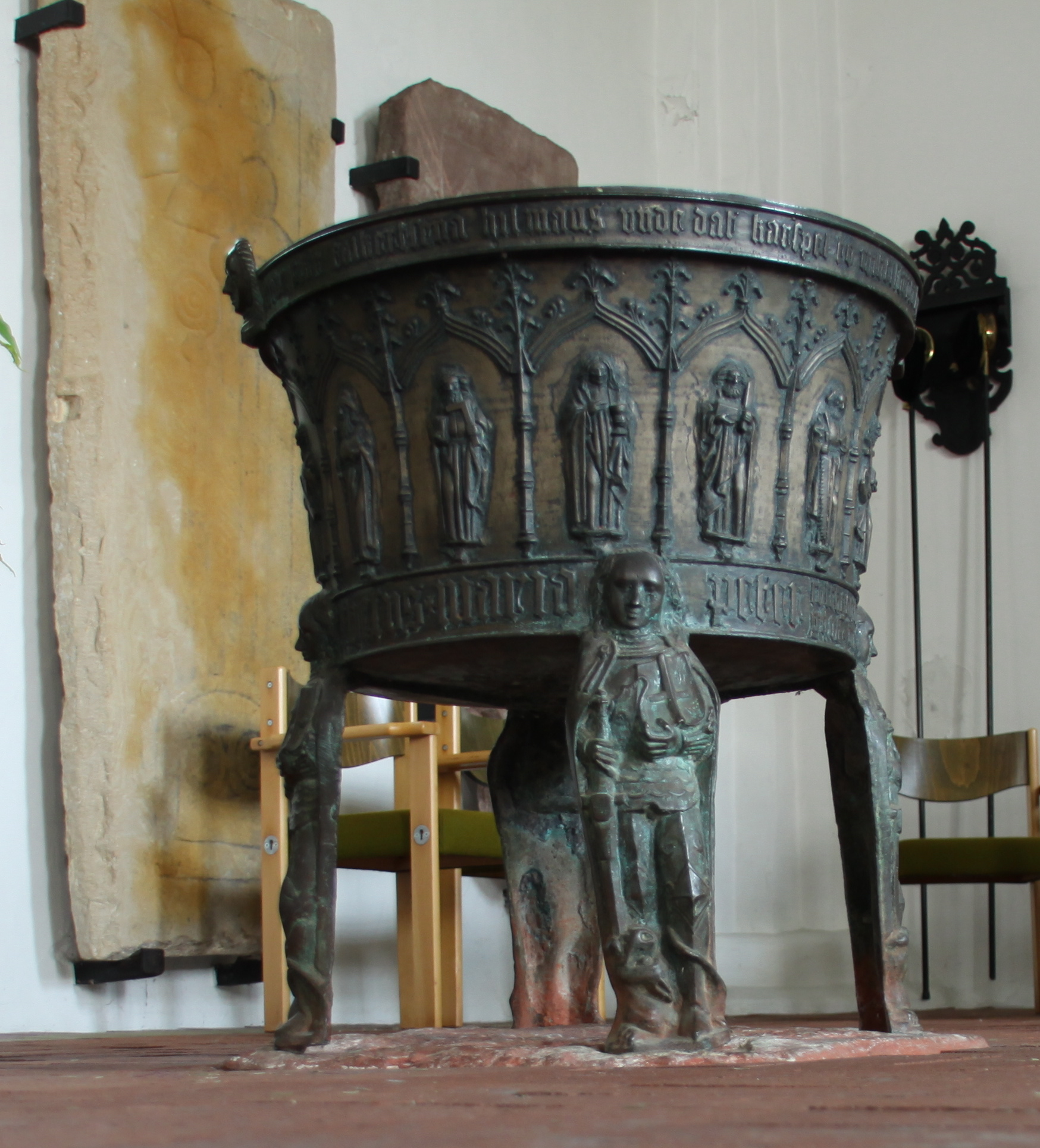
Doopvont

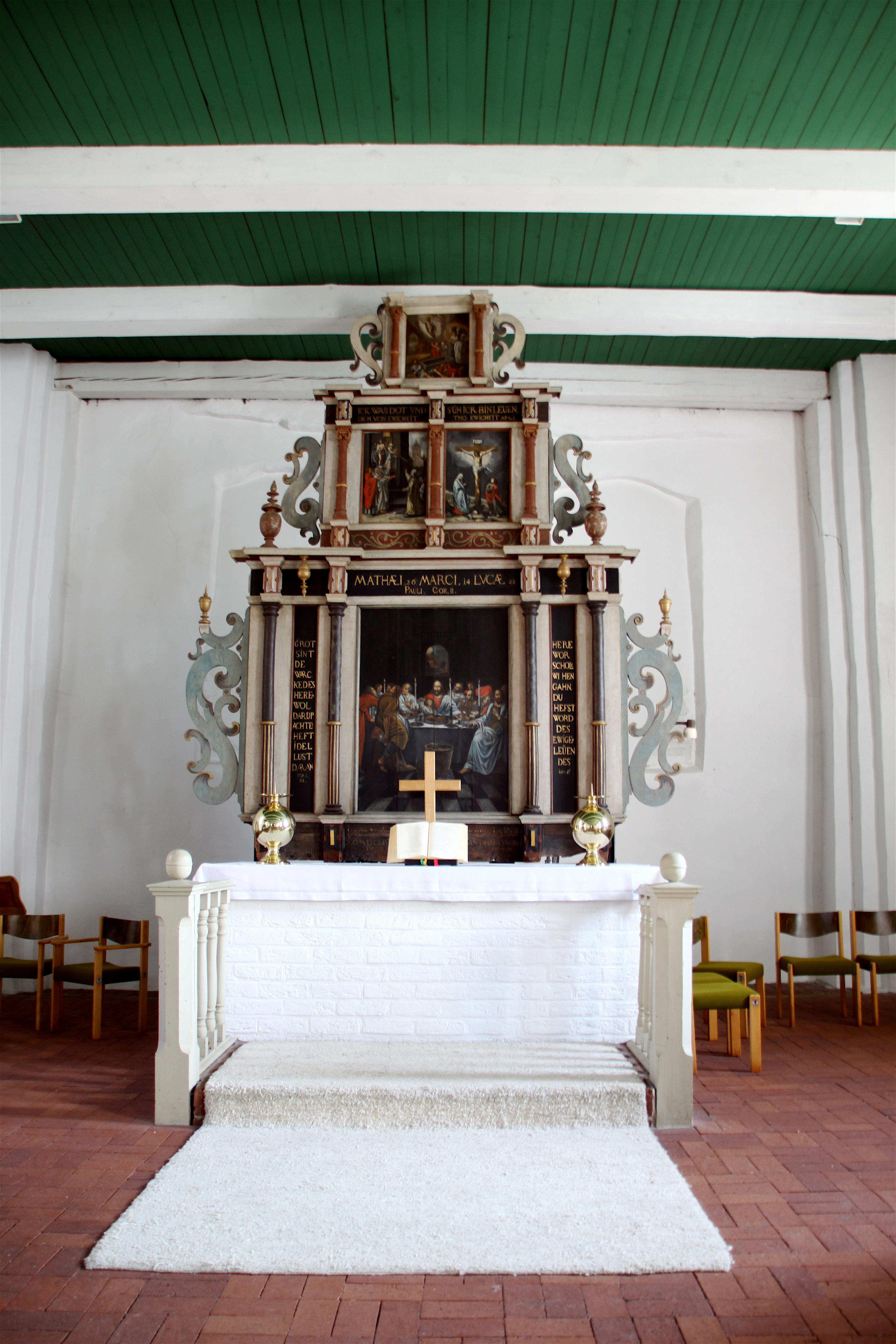
Altaar

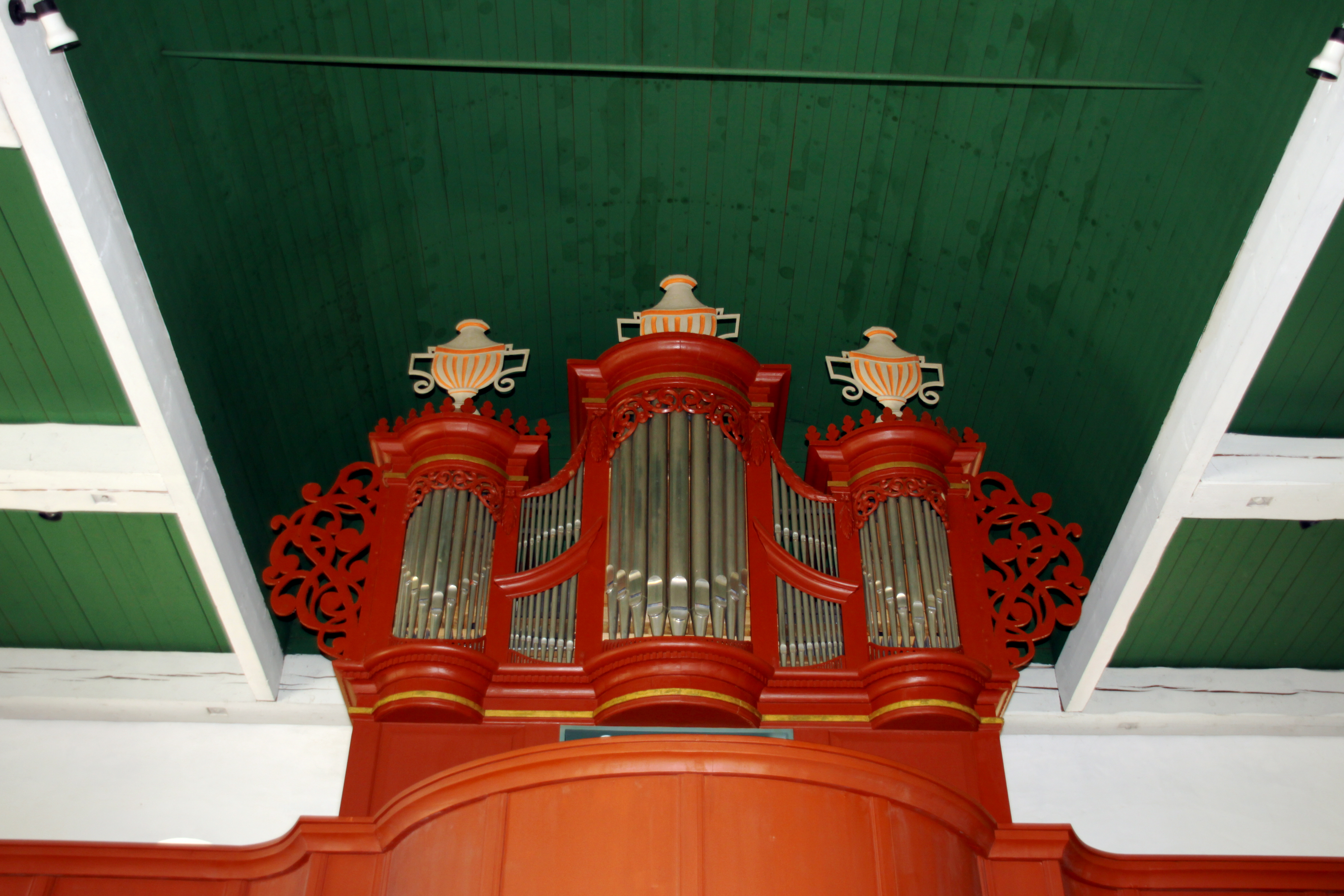
Orgel

Het lintdorp Wiegboldsbur werd gebouwd op een warft en de dorpskerk bevindt zich op het westelijke einde van de lintbebouwing. De vijf meter hoge terp werd in de loop van de tijd gedeeltelijk weer afgegraven. Aan de huidige kerk ging ten minste één houten voorganger vooraf, die volgens archeologisch onderzoek uit de tiende of elfde eeuw stamde. Het kerkje had een vloer van aangestampte leem en een dak van riet en plaggen. De zolder werd vermoedelijk gebruikt voor de opslag van landbouwprodukten. Daarop duiden sporen van verkoolde middeleeuwse cultuurplanten, die bij de opgravingen werden ontdekt. De kerk behoort tot de oudste kerkgebouwen van de regio en was oorspronkelijk waarschijnlijk gewijd aan de heilige Jakobus. Tot in de dertiende eeuw behoorde het hele Brookmerland tot de parochie Wiegboldsbur, die op haar beurt weer onder de proosdij Hinte viel.
Ongeveer tegelijk met de afscheiding van de proosdij Hinte en de stichting van de proosdij Brokmannia rond 1250, werd begonnen met de bouw van de huidige stenen Wibaduskerk. Deze romaanse kerk werd als een eenschepig gebouw met een halfronde apsis gebouwd. De klokkenstoel van het parallelmuurtype werd eveneens in de dertiende eeuw gebouwd. Tot circa 1400 was deze kerk de seendkerk voor het zuidelijke deel van Brookmerland. Afwisselend met Loppersum werden op het kerkhof de markt en het bisschoppelijke seendgerecht gehouden. Hiervan getuigt nog een halsijzer aan de noordelijke muur van de kerk.
In de volgende eeuwen werd de kerk herhaaldelijk verbouwd. De oorspronkelijke gewelven werden uitgebroken en vervangen door een vlak houten plafond. Het noordelijke en zuidelijke portaal werden dichtgemetseld en de ramen van de kerk vergroot. In de zeventiende eeuw werd de halfronde apsis gesloopt en vervangen door een rechte muur. Men verkorte het westelijke deel van het gebouw nog eens met 7,50 meter en verplaatste de toegang tot de kerk naar de westelijke muur.
Nadat het grondwaterpeil daalde en een deel van de warft ten behoeve van de uitbreiding van het kerkhof was afgegraven, begonnen de fundamenten van de kerk gevaarlijk te verzakken, zodat men zich genoodzaakt zag om het kerkgebouw in 1968 wegens bouwvalligheid te sluiten. Er werd daarna onmiddellijk begonnen met de restauratie van de kerk. Vanaf 1973 werd eveneens het interieur grondig gerenoveerd en werd de westelijke gevel opnieuw opgemetseld.

## Interieur
De kerk wordt overdekt door een balkenplafond met uitzondering boven het orgel: daar bevindt zich een houten tongewelf.
In de jaren 1888-1889 werd het altaar verhoogd en een galerij aan de westelijke gevel gebouwd.
Uit de twaalfde eeuw stammen twee trapeziumvormige grafzerken. Meer grafzerken dateren uit de zeventiende eeuw. Het bronzen doopvont van Peter Clockgether uit 1496 behoort tot de oudste voorwerpen in de kerk. Het bekken rust op vier ridders en toont een reliëf van de Kruisiging en de apostelen onder laatgotische kielbogen.
Het barokke altaarstuk, dat tot aan het plafond reikt, stamt uit 1653. Het hoofdveld stelt het Avondmaal voor, daarboven bevinden zich de voorstellingen de Kruisiging en de Opstanding. De kansel dateert uit dezelfde periode.

## Orgel
Het orgel werd in de jaren 1818-1819 door Wilhelm Eilert Schmid gebouwd en bleef grotendeels bewaard. Het bezit 8 registers op één manuaal en aangehangen pedaal. Na wijzigingen in 1878 en 1900 werd het orgel tegelijkertijd met de verplaatsing van de oostelijke naar de westelijke kant van de kerk in de jaren 1983-1985 door de gebroeders Hillebrand gerestaureerd.
| I Manuaal C–f3 |                |    |   |
| 1.             | Principaal     | 4′ | S |
| 2.             | Gedekt         | 8′ | S |
| 3.             | Viola di Gamba | 8′ | H |
| 4.             | Roerfluit      | 4′ | S |
| 5.             | Quint          | 3′ | S |
| 6.             | Octaaf         | 2′ | S |
| 7.             | Mixtuur III    |    | S |
| 8.             | Trompet B/D    | 8′ | H |

| Pedaal C–e0 |
| aangehangen |

Opmerkingen:
S = Registers van Wilhelm Eilert Schmid (1818-1819)
H = Registers van de Gebroeders Hillebrand (1983-1985)